# フレデリック・マサイアス・アレクサンダー
フレデリック・マサイアス・アレクサンダー（Frederick Matthias Alexander, 1869年1月20日 - 1955年10月10日）は、オーストラリア出身の舞台俳優、アレクサンダー・テクニークの創始者。

## 経歴
1869年、オーストラリアのタスマニア島北西海岸にあるワインヤードに8人兄弟の長男として生まれる。
母は看護師および助産婦を職業としていた。
幼い頃は呼吸器が弱かったこともあり、学校教育に馴染めず極端な問題児であり、学校にはほとんど出席しなかった。かわりに乗馬に熱中し、夜は地元の学校の教師が個人授業を行っていた。成績は優秀であり、彼の業績により学校が表彰されることもあったという。
17歳でウィニヤードを離れ、鉱山にある事務所に就職する。バイオリンを独習したり、アマチュア演劇などを経験した後、伯父のいるメルボルンへ移る。そこで音楽、絵画、演劇など様々な芸術に触れる。そのような中でプロの朗読者として彼の舞台でのキャリアはスタートした。
アレクサンダーはやがて舞台上で声が出なくなる不調に襲われるようになった。役者として致命的な不調であったが、医者も治療のしようがなく、彼は原因をつきとめるべく三面鏡のまえで自分の発話の瞬間を観察していった。そこで彼は、声を出そうと思った瞬間に、その「声を出そう」という意欲によって意識せずに首の後ろを縮め緊張させていたことを発見した。このため頭が重たくのしかかり、声帯を圧迫していたのである。それと反対に、首が楽で、頭部を軽く脊椎の上でバランスを保っていれば声が楽に出ることにも気付いた。
この発見が契機となって、アレクサンダーは、首の緊張がなければ人間に生来そなわっている初源的調整作用（primary control）が活性化され、自分の全力が発揮されると唱えた。アレクサンダー・テクニークにおいては、これは随意筋を動かしてできることではなく、深層の繊細な筋肉に働きかけるために、始めは教師の手を借りながら思うことと動きをシンクロさせる経験が必要とされている（この技法はhands-onと呼ばれる）。無意識的な習慣や癖（身体の間違った使い方 mis-use）のために、何かをしようという際に不必要な緊張を生じることがその行為・動作を妨げているとされ、そのような習慣的な反応を抑制（inhibition）することで改善が見られるというのが基本的な考え方である。
アレクサンダーは自力で問題を解決し、その方法を他人にも教えはじめた。その過程において、発声だけでなく他の心身活動に役立つことに気付いていった。

## 著作
- F. M. Alexander (1918) Mans Supreme Inheritance - Conscious Guidance and Control in Relation to Human Evolution in Civilization
- F. M. Alexander (1923) Constructive Conscious Control of the Individual
- F. M. Alexander (1932). The Use of the Self - Its conscious direction in relation to diagnosis, functioning and the control of reaction, 1985 Edition, London: Orion Books, 7-12. ISBN 978-0-7528-4391-9.
- F. M. Alexander (1941) The Universal Constant in Living